# گل بلاغی
گل بلاغی، روستایی از توابع بخش مرکزی شهرستان زنجان در استان زنجان ایران است.

## جمعیت
این روستا در دهستان بوغداکندی قرار دارد و براساس سرشماری مرکز آمار ایران در سال ۱۳۸۵، جمعیت آن ۶۲۶ نفر (۱۶۳خانوار) بوده‌است.